# Ergasch Karimow
Ergasch Karimow (russisch Эргаш Каримов, lateinisch-usbekisch Ergash Karimov, * 1934, Usbekische SSR; † 4. August 2009 in Taschkent, Usbekistan) war ein sowjetisch-usbekischer Komiker, Autor von Comic-Filmen und Schauspieler. Während seiner Karriere in der Zeit der Sowjetunion wurde er oft als „König der usbekischen Komödie“ bezeichnet.
In seinem bekanntesten Film, Utschraschuw, spielt Karimow einen naiven Chemie-Studenten, der die Molekülformel für Wasser nicht entziffern kann. Er nimmt an, dass Wasser keine Atome enthalte, da man mit ihnen Bomben herstellen könnte.
Viele seiner Werke, insbesondere seine Auftritte während der 1970er-Jahre, gelten als Klassiker der sowjetischen und usbekischen Komödie. Ergasch Karimow übernahm auch einige Rollen in russischsprachigen und usbekischen Fernsehfilmen.
Nach der Auflösung der Sowjetunion und der Unabhängigkeit Usbekistans im Jahr 1991 verlor Karimow seine Stelle, war mehrere Jahre lang arbeitslos und hatte Schwierigkeiten in dem neuen Staat zurechtzukommen. Die letzten Jahre seines Lebens verbrachte er laut seinem langjährigen Freund, dem Regisseur Ali Chamrajew, in Taschkent, wo er von einer niedrigen Rente lebte. Er verstarb am 4. August 2009 im Alter von 75 Jahren.
Trotz seines hohen Bekanntheitsgrades in Usbekistan wurde in den dortigen Medien, die einer staatlichen Zensur unterliegen, nicht über seinen Tod berichtet.

## Filmografie (Auswahl)
- 1974: Abu Raichan Beruni
- 1977: Der Wildfang
- 1980: Leningradzy, deti moi...
- 1984: Newesta is Wuadilja